# Nadala Batiste i Llorens
Nadala Batiste i Llorens (Barcelona, 25 de desembre de 1925 - Barcelona, 5 de març de 2015) fou una actriu catalana.

## Carrera professional
Començà com a membre de l'Agrupació Dramàtica de Barcelona i continuà en diferents grups de teatre independent. A la dècada dels seixanta va treballar per a la televisió i, des de 1967 a 1972, va interpretar diversos papers per al programa de RTVE Teatre català. També figurà a la sèrie La Saga dels Rius, el 1976.
Des de l'any 1982 participà habitualment en els muntatges del Centre Dramàtic de la Generalitat de Catalunya i representà obres de reconeguts autors catalans i internacionals amb els directors i companyies més prestigiosos.
Entre les seves aparicions a la televisió hi ha sèries de TV3 com Ventdelplà, Secrets de família i Plats Bruts, entre d'altres, per les quals va arribar a ser ben coneguda del gran públic. També va tenir papers en telefilms com Càmping, Junts, Aquells cels, La dama enamorada o Quan la ràdio parlava de Franco. I formà part del repartiment de diferents pel·lícules en els anys vuitanta i noranta com La plaça del Diamant (1982) o La febre d'Or (1993), per exemple.
El 2003 va rebre la Creu de Sant Jordi.
Tot i que en el Registre Civil, per qüestions administratives, consta com a nascuda el dia 26, en realitat va néixer el dia 25, dia de Nadal: d'aquí ve el seu nom de Nadala.

## Teatre
- 1964, 30 de setembre. Una vella, coneguda olor de Josep Maria Benet i Jornet, estrenada al Teatre Romea de Barcelona, amb el paper de Mercè.
- 1964, desembre. Els justos d'Albert Camus, traducció catalana de Bonaventura Vallespinosa. Estrenada pel Teatre Experimental Català.
- 1965. L'habitació, de Harold Pinter. Estrenada pel Teatre Experimental Català.

## Filmografia

### Cinema
- El certificado (1970)
- L'obscura història de la cosina Montse (1978)
- La plaça del Diamant (1982)
- Una nit a Casa Blanca (1987)
- La febre d'Or (1993)
- El pianista (1998)
- Lisístrata (2002)
- Una casa de bojos (2002)

### Televisió
- Secrets de família, com a Trini (1995)
- Plats bruts, com a Remei (2002)
- Ventdelplà, com a Conxita (2005-2007)